# Ферма Семеволос
Ферма «Семеволос» (англ. Semevolos Farm) — господарство, поблизу Бютт, штат Північна Дакота, Сполучені Штати Америки, яке опікували Джон і Роуз Семеволос у 1903 році. Одна або декілька будівель ферми були побудовані в 1906 році. Занесена до Національного реєстру історичних місць США 16 жовтня 1987 року.
Згідно з номінацією, ферма «Семеволос» є архітектурно значущим як «класичний приклад одного з двох визначених типів будівлі українських іммігрантів». У будівлі сині двері.